# Slotkerk (Wittenberg)

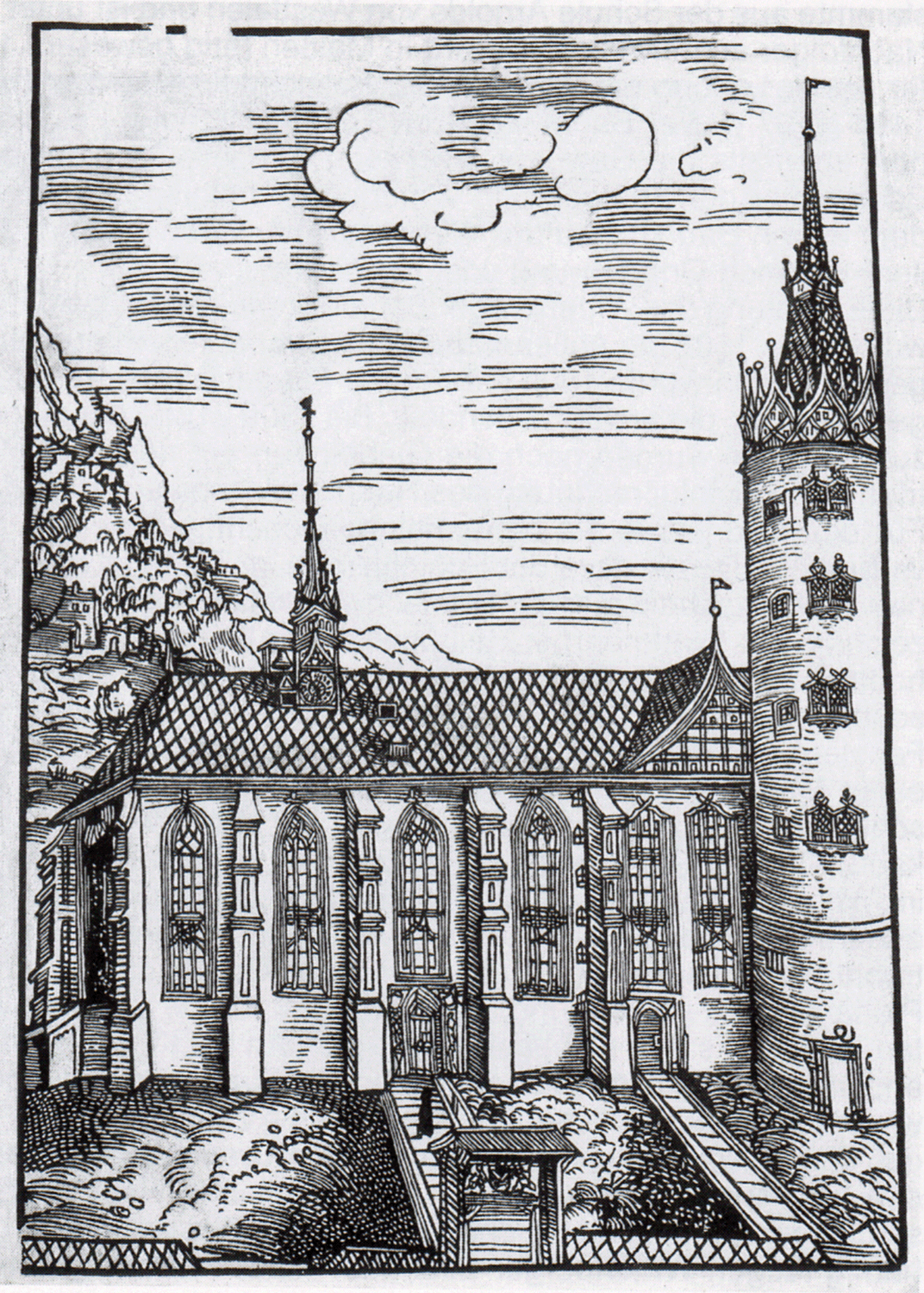
Slotkerk, houtsnede van Lucas Cranach de Oude in het Wittenberger Heiltumsbuch (1509)

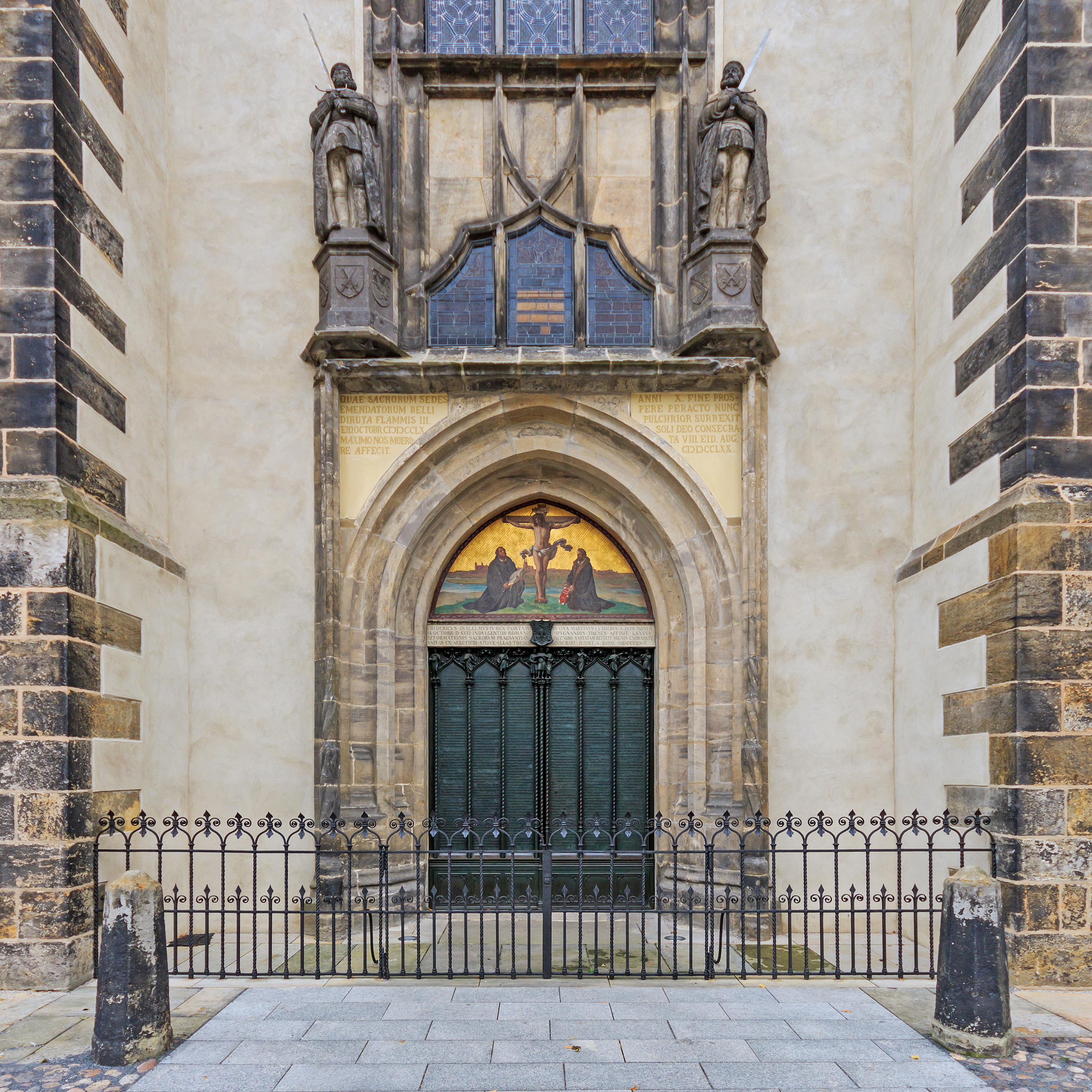
Herinneringsdeuren met tekst van de 95 stellingen

De Slotkerk of Allerheiligenkerk te Wittenberg is de laatgotische kerk van het slot van de keurvorsten van Saksen. De kerk werd wereldberoemd doordat de reformator Maarten Luther op 31 oktober 1517 zijn 95 stellingen tegen de aflaat op de deur van de kerk zou hebben vastgespijkerd. Deze gebeurtenis wordt gezien als het begin van de Reformatie en wordt nog steeds in veel protestantse kerken jaarlijks herdacht. De Slotkerk behoort tot de Luthergedenkplaatsen in Eisleben en Wittenberg, die sinds 1996 deel uitmaken van het werelderfgoed van de UNESCO.

## Geschiedenis

### Luthers 95 stellingen
Zie meer hierover in het artikel 95 stellingen
Toen Maarten Luther in 1517 zijn stellingen tegen de aflaathandel van Johann Tetzel publiceerde, zette hij daarmee een reeks gebeurtenissen in gang die uiteindelijk zou leiden tot zijn breuk met de Rooms-Katholieke Kerk. Of hij de stellingen daadwerkelijk op 31 oktober 1517 op de deur van de Slotkerk heeft vastgespijkerd is omstreden, omdat de oudste melding hiervan kwam uit de pen van Luthers medewerker Philipp Melanchthon, die op dat moment nog niet in Wittenberg verbleef. In 2006 is echter een notitie van Luthers secretaris Georg Rörer gevonden, die meldt dat de stellingen op de vooravond van Allerheiligen 1517 aan de kerkdeuren van Wittenberg werden bevestigd. De datum was goed gekozen, aangezien Allerheiligen de feestdag van de Slotkerk was. De slotheer, keurvorst Frederik de Wijze, was bovendien een groot verzamelaar van relieken en had een collectie van ca. 5.000 stukken bij elkaar weten te brengen.

### Geschiedenis van de kerk
De Slotkerk werd tussen 1490 en 1506 in opdracht van Frederik de Wijze gebouwd in plaats van een al sinds 1346 bestaande Allerheiligenkapel. De kerk maakte deel uit van het stadskasteel van de keurvorsten van Saksen in Wittenberg. Frederik zorgde ervoor dat de laatgotische hallenkerk voorzien werd van een groot aantal kunstvoorwerpen, waaronder 20 altaren met schilderijen.
Na de oprichting van de universiteit van Wittenberg in 1502 diende de kerk tevens als kapel voor de universitaire gemeenschap. Studenten kregen hier hun bul uitgereikt en hoogleraren hielden er hun inaugurele rede. Ook vonden veel aan de universiteit verbonden academici er hun laatste rustplaats. De deur van de slotkerk werd gebruikt als "mededelingenbord" van de universiteit.
Luther stierf in 1546 en werd in de Slotkerk begraven. Deze kreeg het volgende jaar op 25 mei bezoek van keizer Karel V, aan wie Wittenberg zich had onderworpen na zijn zege in de Slag bij Mühlberg. De keizer weerstond suggesties om Luthers graf te schenden en zei volgens de mondelinge overlevering: "Laat hem rusten tot de Dag des Oordeels."
In 1760 werd de Slotkerk vrijwel volledig verwoest tijdens een bombardement van de stad. Van de fundamenten was nog maar de helft over en de vele waardevolle kunstwerken en de originele deuren waren voorgoed vernietigd. Alleen metalen voorwerpen overleefden de vuurzee. De kerk werd echter spoedig in barokiserende stijl herbouwd. Bij een beleg door de Pruisen in 1813/1814 werd de toren in brand geschoten. Na de opheffing van de universiteit van Wittenberg, werd de Slotkerk vanaf 1815 gebruikt door een opleidingsschool voor lutherse predikanten.
In 1858 werden in opdracht van Frederik Willem IV van Pruisen bronzen gedenkdeuren geplaatst op de plek van de originele deur waar Luther zijn stellingen op vastgespijkerd zou hebben. Op 10 november 1858 vond een officiële installatieplechtigheid plaats, exact 375 jaar na de geboortedag van Maarten Luther.
Tussen 1883 en 1892 werd de Slotkerk volgens de principes van het Historisme gerestaureerd onder toezicht van Friedrich Adler. De kerk werd feestelijk geopend op 31 oktober 1892, exact 375 jaar na het vastspijkeren van de 95 stellingen. De toren kreeg toen haar huidige spits en het interieur haar neogotische uiterlijk. In 1983 kreeg de kerk in opdracht van de Lutherse Wereldfederatie 12 nieuwe gebrandschilderde ramen. Deze waren ontworpen door Renate Brömme en stellen de belangrijkste leerlingen van Luther voor.

## Kerkgebouw en interieur
Het meest opvallende onderdeel van de Slotkerk is de 88 meter hoge kerktoren, die een mooi uitzicht biedt over de stad Wittenberg en de omgeving. De toren heeft een neogotische spits, waaronder in mozaïek een band is aangebracht met daarop de tekst "Ein feste Burg ist unser Gott, ein gute Wehr und Waffen" ("Een vaste burcht is onze God, een wal die 't kwaad zal keren"), de eerste twee regels van het bekendste lied van Luther.
Aan de noordzijde van de kerk bevinden zich de herinneringsdeuren voor Luthers stellingen. Hierop staat de originele Latijnse tekst van de 95 stellingen. Boven de deuren is een schildering aangebracht van Luther met de Duitse vertaling van de Bijbel en van zijn medewerker Philipp Melanchthon met de Augsburgse Geloofsbelijdenis, de belangrijkste geloofsbelijdenis van de lutherse kerken.
In de kerk hebben de graven van Maarten Luther en Philipp Melanchthon met hun bronzen grafplaten een prominente plaats gekregen. Ook de keurvorsten Frederik de Wijze en Johan de Standvastige zijn in de kerk begraven, dicht bij het altaar. Het bronzen grafmonument voor Frederik de Wijze door de Neurenbergse bronsgieter Peter Vischer uit 1527 overleefde als een van de weinige monumenten de grote brand van 1760. Verder bevat de kerk nog enkele schilderijen van vader en zoon Lucas Cranach.
De Slotkerk is nog steeds in gebruik voor de Lutherse eredienst. In het kasteel naast de kerk zijn een museum, een archief en een jeugdherberg ondergebracht.

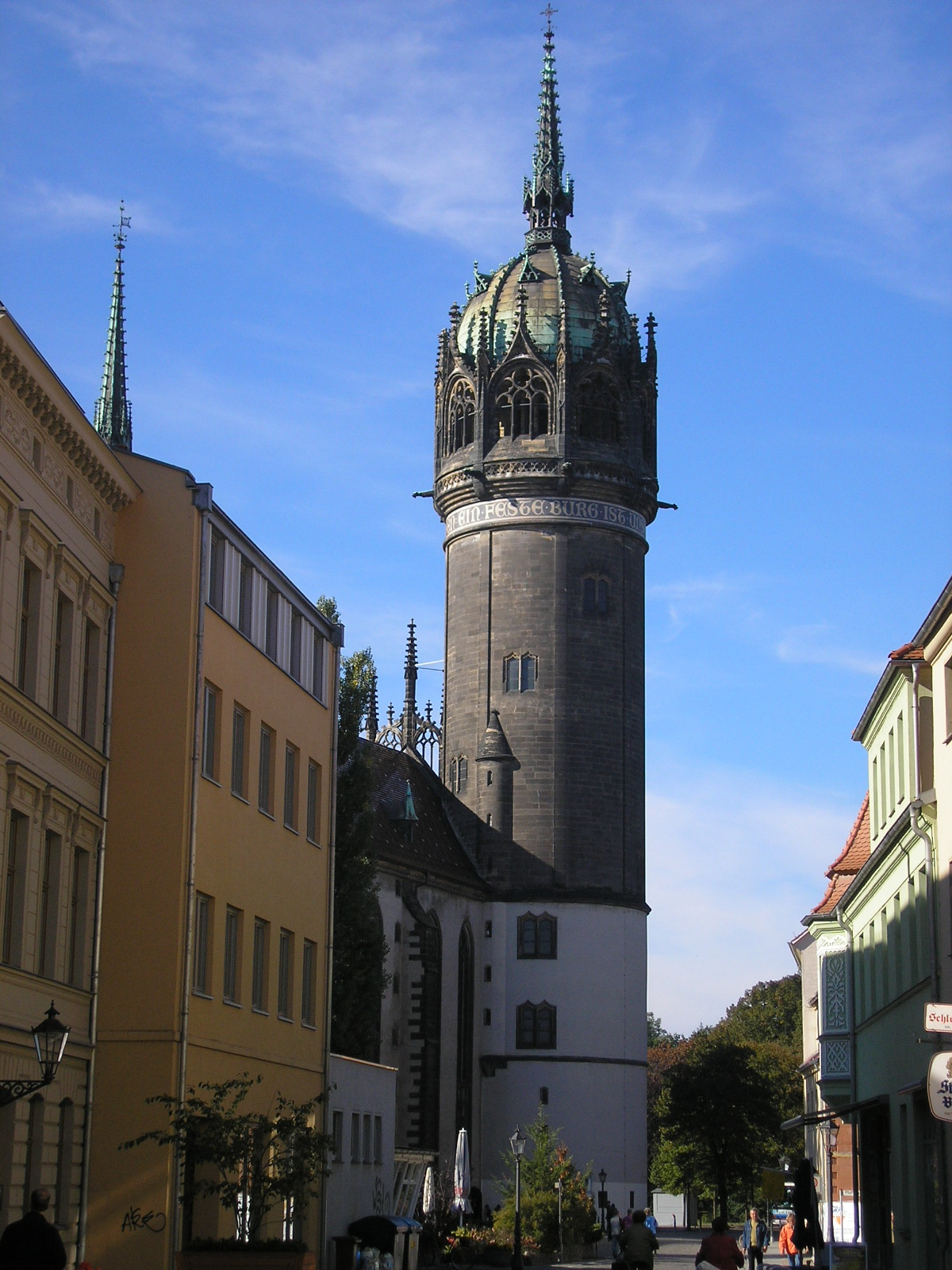
Toren van de Slotkerk
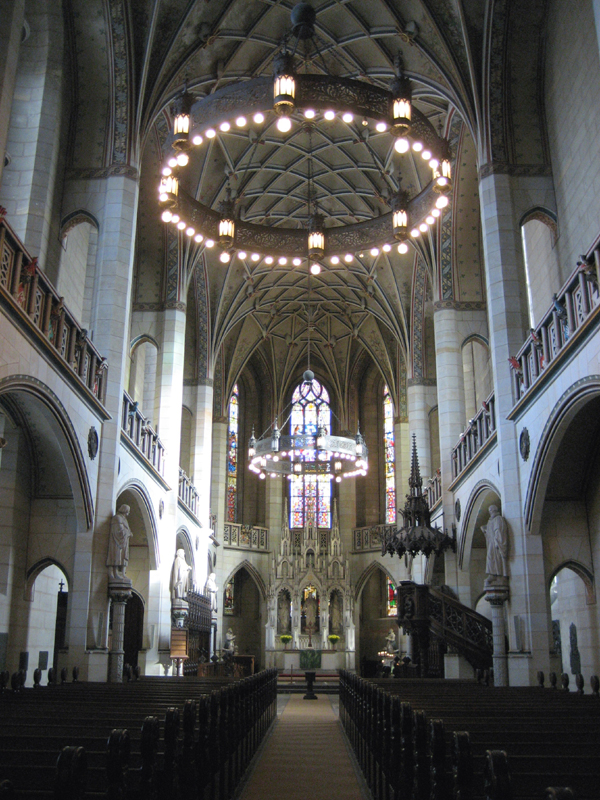
Interieur van de Slotkerk
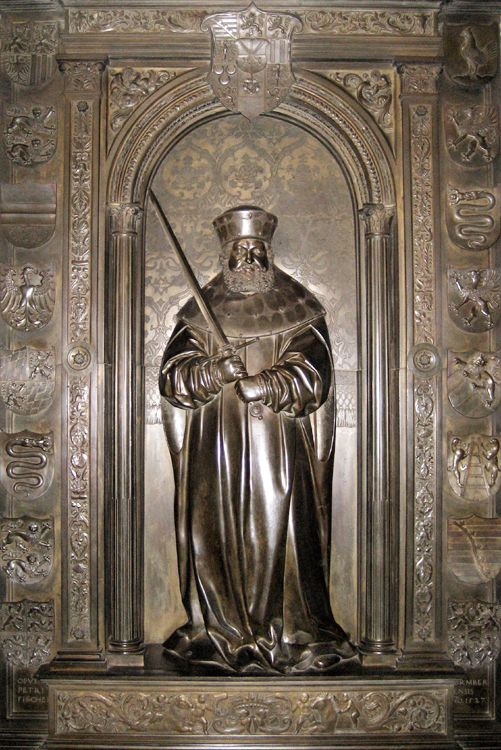
Graf van Frederik de Wijze

## Voetnoten
1. ↑  Martin Treu, Zur Debatte um Luthers Thesenanschlag, website Luther 2017
2. ↑  Geoffrey Parker, Emperor. A New Life of Charles V, 2019, p. 328
3. ↑  Liedboek voor de Kerken, Gezang 401, vertaling van Ad den Besten en Jan Wit.

- Gemeinsame Normdatei: 4389935-3
- Library of Congress Control Number: no96064327
- MusicBrainz: 20bcde01-3f50-48fa-81d6-8cd64167f108
- Nationale Bibliotheek van Israël: 987010482478305171
- Virtual International Authority File: 305516553